# Hadena declinans
Hadena declinans är en fjärilsart som beskrevs av Otto Staudinger 1888. Hadena declinans ingår i släktet Hadena och familjen nattflyn. Inga underarter finns listade i Catalogue of Life.